# Lijst van erevelden
Hieronder volgt een lijst van erevelden die een artikel hebben op de Nederlandstalige Wikipedia.

## Australië
Cairns, Perth

## België
Steenkerke,
Brugge,
Adinkerke,
Champion,
Henri-Chapelle,
Houtem,
Veltem,
Eppegem,
Leopoldsburg,
Halen,
Lier

## Duitsland
Bremen,
Düsseldorf,
Frankfurt,
Hannover,
Hamburg,
Kleef,
Lübeck,
Osnabrück

## Europa overige
Mill Hill,
Orry-la-Ville,
Oslo,
Salzburg

## Nederland
Amersfoort,
Beneden-Leeuwen,
Bloemendaal,
Ede,
Grebbeberg,
Groesbeek,
Holten,
Loenen,
Margraten,
Mierlo,
Mook,
Oosterbeek,
Son (voormalig),
Texel,
Ysselsteyn

## Het Verre Oosten
Op Java 22.000 Nederlandse slachtoffers
| - Ancol bij Tanjung Priok (ruim 2000) - Candi in Semarang (ruim 1000) - Kembang Kuning in Surabaja (5000) | - Leuwigajah in Cimahi (ruim 5000) - Menteng Pulo (5000) - Pandu (4000) |

| Elders - Ambon (ruim 10.000 graven incl. ±185 Nederlands) - Hongkong (2.445 graven incl. 72 Nederlanders) - Kalibanteng (3100 graven, onbekend aantal Nederlanders) - Peutjoet (2.200 KNIL-graven) - Singapore (4000 graven incl. 20 Nederlanders) - Tanggok in Zuid-Korea (117 Nederlanders) | Slachtoffers van de Dodenspoorlijn - Kanchanaburi in Thailand Onbekend aantal Nederlanders - Thanbyuzayat in Myanmar Onbekend aantal Nederlanders - Chungkai in Thailand Onbekend aantal Nederlanders |